# Lecane ruttneri
Lecane ruttneri är en hjuldjursart som beskrevs av Hauer 1938. Lecane ruttneri ingår i släktet Lecane och familjen Lecanidae. Inga underarter finns listade i Catalogue of Life.